# Caribbaster
Caribbaster is een geslacht van uitgestorven zee-egels uit de familie Schizasteridae.

## Soorten
- Caribbaster loveni (Cotteau, 1875) † Midden- naar Laat-Eoceen van Saint-Barthélemy, Cuba en Jamaica.
- Caribbaster dyscritus (Arnold & Clark, 1927) † Eoceen, Jamaica.